# Glina
Glina es una ciudad de Croacia en el condado de Sisak-Moslavina.

## Geografía
Se encuentra a una altitud de 113 m s. n. m. a 76,6 km de la capital nacional, Zagreb.

## Historia
Durante la Segunda Guerra Mundial, la ciudad, bajo soberanía del Estado Independiente de Croacia, fue escenario de varios episodios de matanzas masivas de serbios, en las conocidas como masacres de Glina.

## Demografía
En el censo 2011, el total de población de la ciudad fue de 9 341 habitantes, distribuidos en las siguientes localidades:
- Balinac - 68
- Baturi - 0
- Bijele Vode -  63
- Bišćanovo - 0
- Bojna - 28
- Borovita - 18
- Brestik - 75
- Brezovo Polje - 25
- Brnjeuška -13
- Brubno - 4
- Buzeta - 67
- Dabrina - 87
- Desni Degoj - 89
- Dolnjaki - 102
- Donja Bučica - 60
- Donja Trstenica - 0
- Donje Jame - 26
- Donje Selište - 108
- Donje Taborište - 53
- Donji Klasnić - 88
- Donji Selkovac - 1
- Donji Viduševac - 185
- Dragotina - 148
- Drenovac Banski - 71
- Dvorišće - 98
- Glina - 4 667
- Gornja Bučica - 138
- Gornje Jame - 0
- Gornje Selište - 55
- Gornje Taborište - 60
- Gornji Klasnić - 46
- Gornji Selkovac - 0
- Gornji Viduševac - 474
- Gračanica Šišinečka - 26
- Hađer - 50
- Hajtić - 32
- Ilovačak - 97
- Joševica - 22
- Kihalac - 50
- Kozaperovica - 32
- Maja - 97
- Majske Poljane - 205
- Majski Trtnik - 36
- Mala Solina - 15
- Mali Gradac - 149
- Mali Obljaj  - 34
- Marinbrod - 93
- Martinovići - 74
- Momčilovića Kosa - 32
- Novo Selo Glinsko - 119
- Prekopa - 145
- Prijeka - 56
- Ravno Rašće - 133
- Roviška - 43
- Skela - 41
- Slatina Pokupska - 90
- Stankovac - 28
- Svračica - 43
- Šaševa - 26
- Šatornja - 169
- Šibine - 29
- Trnovac Glinski - 33
- Trtnik Glinski - 14
- Turčenica - 0
- Velika Solina - 69
- Veliki Gradac - 127
- Veliki Obljaj - 24
- Vlahović - 72
- Zaloj - 23

| Gráfica de población de Glina 1857-2011                             |
|                                                                     |
| Según los censos de población de la oficina estadística de Croacia. |